# Chasideeën
De Chasideeën of Assideeën (Hebreeuws: חסידים Hassidim, "Integeren" of "Vromen"; Koinè: Ἁσιδαίοι Asidaioi) is de naam van een joodse religieuze partij die van belang werd tijdens de Makkabese opstand, hoewel de partij al enige tijd bestond.
Ze worden drie keer genoemd in Makkabeeën. Over het algemeen wordt aangenomen de leden van de partij (of sommigen ervan) een piëtistische beweging startten, die uiteindelijk de Essenen vormde.